# Eduard Grunow
Eduard Grunow (* 28. Februar 1869 in Berlin; † 21. Dezember 1954 in Bremen) war ein deutscher Jurist und Präsident der Behörde für Verkehr in Bremen.

## Biografie
Grunow besuchte von 1880 bis 1889 Gymnasien in Berlin und Gartz (Oder). Er studierte Rechtswissenschaft in Bern, Berlin und München. Ab 1899 war er in verschiedenen Bereichen der Eisenbahn beschäftigt.
1920 wechselte er in den bremischen Staatsdienst. Er wurde stellvertretender Kommissar des Senats für Eisenbahnangelegenheiten. Ende 1920 erfolgte seine Ernennung zum Oberregierungsrat. Er war für die Deputation für Häfen und Eisenbahn tätig und förderte die Eisenbahnanschlüsse für die bremischen Häfen. 1930 wurde die Hafenbahn Bremen von der Deutschen Reichsbahn übernommen. 1934 wurde Grunow Präsident der Behörde für Verkehr in Bremen. 1942 trat er in den Ruhestand. Er wurde dann 1942 reaktiviert und bis zum 31. März 1945 mit der Wahrnehmung der Geschäfte des Senators für das Bauwesen betraut.
Ehrungen
- Die Eduard-Grunow-Straße in Bremen-Mitte wurde 1967 nach ihm benannt.